# Paignton
Paignton (IPA: [ˈpeɪntən]) is een kustplaats in Devon in het Verenigd Koninkrijk. Samen met Torquay en Brixham vormt het de unitary authority Torbay die in 1998 werd opgericht. Het Torbay-gebied is een populair vakantiegebied ook bekend als de Engelse Riveira. Paigntons inwonersaantal bij de volkstelling van 2001 was 47 398.

## Geschiedenis
Paignton kan al in officiële gegevens gevonden worden vanaf het Domesday Book uit 1086 AD. De naam van de plaats werd ook wel gespeld als Peynton en Paington en is afgeleid van Paega's town, de naam van de oorspronkelijke Keltische nederzetting. Paignton was een klein vissersdorp tot de 19e eeuw, toen de Paington (sic) Harbour Act leidde tot de bouw van een nieuwe haven in 1837. Ook rond die tijd verscheen de moderne spelling Paignton. Het historische deel van Paignton bevindt zich rond Church Street, Winner Street en Palace Avenue en bevat mooie voorbeelden van victoriaanse architectuur. Kirkham House is een laat-middeleeuws stenen huis die op bepaalde tijden open is voor het publiek.

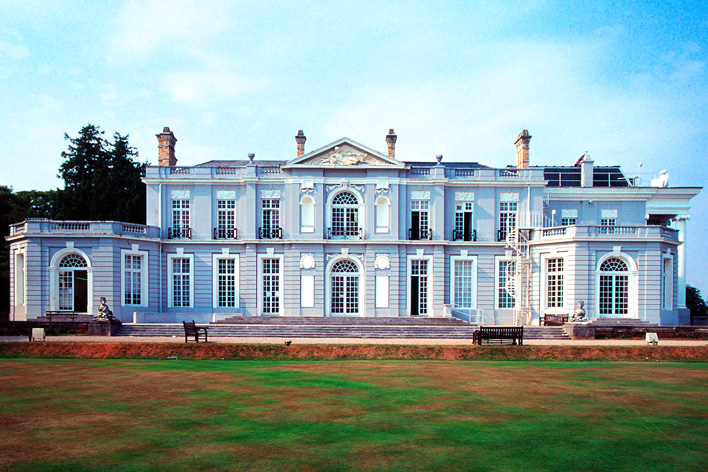
Oldway Mansion werd gebouwd voor Isaac Singer

De spoorlijn naar Paignton werd aangelegd door de Torbay and Dartmouth Railway, en werd voor passagiers geopend op 2 augustus 1859. Dit gaf Torquay en Paignton voor het eerst een betrouwbare verbinding met Londen, en het gebied werd een populaire bestemming voor rijke Londenaren.
Oldway Mansion is een groot huis met tuinen in Paignton dat rond 1870 werd gebouwd voor Isaac Singer, die een fortuin had verdiend met zijn verbeteringen aan de naaimachine. Het gebouw wordt tegenwoordig gebruikt voor gemeentelijke taken en als vergaderplek voor de Torbay Council. Ook het Palace Hotel en de Inn On The Green, zijn gebouwd voor Singer.
Terwijl Paigntons bevolking groeide, groeide de stad vast aan de kustplaatsen Goodrington en Preston. Paignton had zijn eigen urban district council tot 1968, toen de Torbay Council werd opgericht die ging over Torquay, Paignton en Brixham. De unitary authority opgericht in 1998 gaat over alle gemeentelijke taken voor Torbay, en heeft zijn eigen gekozen burgemeester.

## Toerisme
Paigntons economie leunt zwaar op toerisme en de stad wordt in de markt gezet als familievakantieoord. In de zomer is het lange rode strand bevolkt met toeristen. Het strand van Paignton en het nabije Preston Sands worden gebruikt voor watersporten zoals kitesurfen en zeilen.
De kust van Paignton wordt gedomineerd door de Paignton Pier, een 240-meter lange pier die geopend werd in 1879. Het werd ontworpen door George Soudon Bridgman, de lokale architect die ook de oorspronkelijke Oldway Mansion ontwierp. Het Festival Theatre aan het strand opende in 1967 en was een theater waar grote zomershows gegeven konden worden. In 1999 werd het omgevormd in een grote bioscoop. In begin augustus is er de Regatta Week, waarbij ook een kermis is op Paignton Green en er vuurwerk wordt afgestoken. Later in augustus is de kinderweek waar diverse evenementen gehouden worden. Paignton heeft verscheidene vakantieplekken en er zijn diverse pubs, nachtclubs en restaurants.
Paignton Zoo, een van de grootste dierentuinen in Engeland, bevindt zich aan de rand van de stad. De Paignton and Dartmouth Steam Railway beheert stoomtreinen van Paignton naar Kingswear, waar een veerboot genomen kan worden over de River Dart naar Dartmouth. De spoorlijn werd in de jaren '60 van de 20e eeuw gesloten door British Rail en wordt nu beheert als toeristische spoorweg.

## Transport
Het station van Paignton bevindt zich vlak bij de winkelstraten en op geringe afstand van het strand. Queen's Park Station voor de stoomtrein naar Kingswear bevindt zich pal naast het hoofdstation aan de strandkant van de spoorwegovergang. Het busstation bevindt zich tegenover de hoofdingang van het treinstation.

## Verdere informatie
- Het Torbay Picture House (tegenwoordig gesloten) is waarschijnlijk de oudste bioscoop van Europa, en is gebouwd in 1907. Stoel 2 van rij 2 was de favoriete stoel van misdaadschrijfster Agatha Christie, die in Torquay woonde. De bioscopen en theaters in haar boeken zouden allemaal gebaseerd zijn op het Torbay Picture House.
- Paignton is gebruikt als locatie in diverse afleveringen van de televisieserie Monty Python's Flying Circus. In de aflevering "Scott of the Antarctic", zijn de Paignton Pier en de kust te zien. Aflevering "Live from the Grill-o-Mat", werd gepresenteerd vanuit de (fictieve) Grill-o-Mat-snackbar in Paignton. Tijdens het filmen van deze scènes in mei 1970 verbleven de Pythons in het Gleneagles-hotel in Torquay, waar John Cleese de inspiratie vond voor Fawlty Towers.

## Bron
- Volkstelling 2001, National Statistics